# 13004 Aldaz
13004 Aldaz è un asteroide della fascia principale. Scoperto nel 1982, presenta un'orbita caratterizzata da un semiasse maggiore pari a 2,590427 UA e da un'eccentricità di 0,297320, inclinata di 14,211864° rispetto all'eclittica. Ha un diametro di 8,283 km e un'albedo di 0,065.
Fa parte della famiglia di asteroidi Mitidika.
È dedicato al meteorologo spagnolo Luis Aldaz-Isanta.